# Opdyke West
Opdyke West is een plaats (town) in de Amerikaanse staat Texas, en valt bestuurlijk gezien onder Hockley County. De plaats is gelegen op ongeveer 6,5 kilometer oostelijk vanaf de kruising van de 114 road met de 385 highroad. In de omgeving zijn talloze cirkels te zien van de eerste proefaanplantingen voor de landbouw.

## Demografie
Bij de volkstelling in 2000 werd het aantal inwoners vastgesteld op 188.
In 2006 is het aantal inwoners door het United States Census Bureau geschat op 197, een stijging van 9 (4,8%).

## Geografie
Volgens het United States Census Bureau beslaat de plaats een oppervlakte van
0,6 km², geheel bestaande uit land.

## Plaatsen in de nabije omgeving
De onderstaande figuur toont nabijgelegen plaatsen in een straal van 28 km rond Opdyke West.